# Pierce Brodkorb
William Pierce Brodkorb (Chicago, 29 de septiembre de 1908-Gainesville, 18 de julio de 1992) fue un paleontólogo estadounidense especialista en aves fósiles. Su contribución más importante fue la redacción de un catálogo de aves fósiles, publicado en el Bulletin of the Florida State Museum.

## Biografía
Nació en Chicago el 29 de septiembre de 1908. Desde su infancia sintió fascinación por las aves. En su juventud trabajó como técnico en el Museo Field de Historia Natural. Consiguió el Bachelor of Arts en zoología por la Universidad de Illinois en 1933 y se doctoró en el año 1936 en la Universidad de Míchigan. En el año 1946 aceptó un puesto de profesor en la Universidad de Florida. En ese centro impartió clases de distintas materias, entre ellas paleontología aviana, evolución biológica, ornitología y zoogeografía.
En el año 1978 se le concede la medalla Brewster otorgada por la American Ornithologists' Union. En el año 1985 propuso la creación de una organización que agrupara a los científicos interesados en aves fósiles y su evolución; de esa propuesta surgió la Society for Avian Paleontology and Evolution. Su trabajo más reconocido fue la confección de un catálogo de aves fósiles, publicado en cinco partes en el Bulletin of the Florida State Museum
Cuando falleció en el año 1992, sus herederos donaron su colección de esqueletos de aves modernas y fósiles al Museo de Historia Natural de Florida. La colección contiene 8500 especímenes y 42 holotipos.

## Abreviatura (zoología)
La abreviatura Brodkorb  se emplea para indicar a Pierce Brodkorb como autoridad en la descripción y taxonomía en zoología.